# 807年
| 千纪： | 1千纪                                                                                           |
| 世纪： | 8世纪 \| 9世纪 \| 10世纪                                                                        |
| 年代： | 770年代 \| 780年代 \| 790年代 \| 800年代 \| 810年代 \| 820年代 \| 830年代                       |
| 年份： | 802年 \| 803年 \| 804年 \| 805年 \| 806年 \| 807年 \| 808年 \| 809年 \| 810年 \| 811年 \| 812年 |
| 纪年： | 丁亥年（猪年）；唐元和二年；南诏上元二十四年；日本大同二年；渤海国正曆十三年                    |

## 大事记
- 鎮海節度使李錡反唐，其兵馬使張子良發兵擒送長安，腰斬。

## 出生
- 有智子內親王──日本嵯峨天皇第八皇女，首代賀茂齋院。
- 仰山慧寂──唐代禪僧
- 洞山良价──唐代禪僧

## 逝世
- 伊予親王──日本贵族
- 李綢──唐顺宗之子
- 李錡──唐代大臣
- 紀國公主──唐代公主
- 楊志廉──唐代宦官